# Монджана
Монджа̀на (на италиански: Mongiana, на местен диалект Mungiana, Мунджана) е село и община в Южна Италия, провинция Вибо Валентия, регион Калабрия. Разположено е на 922 m надморска височина. Населението на общината е 779 души (към 2012 г.).